# Robert Gill (cầu thủ bóng đá)
Robert Gill  (sinh ngày 10 tháng 2 năm 1982) là một cựu cầu thủ bóng đá người Anh thi đấu ở Football League ở vị trí tiền đạo cho Doncaster Rovers.
Robert Gill đang làm việc ở vận tải Nottingham.